# Shemmy Mayembe
Shemmy Mayembe (Ndola, 22 novembre 1997) è un calciatore zambiano, difensore dello ZESCO Utd.

## Carriera

### Club
In carriera ha giocato 7 partite nelle coppe africane, di cui 5 per la CAF Champions League e 2 per la CAF Confederation Cup, tutte con lo ZESCO Utd.

### Nazionale
Nel 2017 ha partecipato ai Mondiali Under-20; l'anno seguente ha invece esordito in nazionale maggiore.

## Palmarès

### Competizioni nazionali
- Campionato zambiano: 3

ZESCO Utd: 2017, 2018, 2019

### Nazionale
- African Youth Championship: 1

Zambia 2017